# Cryptostephanus densiflorus
Cryptostephanus densiflorus là một loài thực vật có hoa trong họ Amaryllidaceae. Loài này được Welw. ex Baker mô tả khoa học đầu tiên năm 1878.